# Vinkwijk
Vinkwijk is een voormalige plaats of buurtschap in de gemeente Montferland in de Nederlandse provincie Gelderland. Op 25 juni 1969 besloot de gemeenteraad van de toenmalige gemeente Bergh om de plaatsnaam Vinkwijk te laten vervallen. De straten die tot dan toe de plaats Vinkwijk vormden, gelden sindsdien als onderdeel van het dorp Zeddam: Oude Doetinchemseweg, Terborgseweg, Korenhorsterweg, Padevoortse Allee, Vinkwijk, Vinkebroeksestraat, Holthuizerstraat, Melegardeweg, Bornhofweg, Heesweg, Vinkwijkseweg, Broekzijde. Aanleiding om Vinkwijk op te laten gaan in Zeddam, was het feit dat de brandweer en ambulances problemen hadden met het vinden van de opgegeven adressen. Dit kwam overigens mede doordat in die tijd Vinkwijk geen straatnamen had, alleen 'nummers', dus Vinkwijk 1, Vinkwijk 2, etc.
Onderdeel van Vinkwijk is de havezate de Padevoort die al in de 13e eeuw wordt vermeld.